# Pardubice-Rosice nad Labem (nádraží)
Pardubice-Rosice nad Labem je železniční stanice v nynější části města Pardubice, dříve v samostatné obci Rosice nad Labem v okrese Pardubice v Pardubickém kraji, poblíž řeky Labe. Leží na elektrizovaném úseku jednokolejné trati Pardubice–Liberec (3 kV ss) a neelektrizované jednokolejné trati Pardubice – Havlíčkův Brod, pro kterou tato stanice slouží jako úvrať.

## Historie
Dne 1. června 1871 otevřela společnost Rakouská severozápadní dráha (ÖNWB) svou trať, při železnici z Pardubic do Liberce z roku 1857 (vybudovanou její mateřskou společností Jihoseveroněmeckou spojovací drahou (SNDVB), z Rosic nad Labem přes Chrudim do Havlíčkova Brodu. Autorem univerzalizované podoby stanic pro celou dráhu byl architekt Carl Schlimp. Trasa byla výsledkem snahy o propojení železničních tratí v majetku ÖNWB jihozápadním směrem, tedy traťových úseků Liberec–Pardubice a hlavního tahu ÖNWB, železniční trati spojující Vídeň a Berlín.
Po zestátnění SNDVB společně s ÖNWB v roce 1908 pak obsluhovala stanici jedna společnost, Císařsko-královské státní dráhy (kkStB), po roce 1918 pak správu přebraly Československé státní dráhy.
V areálu nádraží je zřízeno rosické železniční muzeum.

## Modernizace
Roku 2021 začala stavba zdvoukolejnění Pardubice-Rosice nad Labem – Stéblová. Ve stanici Pardubice-Rosice nad Labem bylo vybudováno jedno vnější a jazykové nástupiště a jedno ostrovní nástupiště přístupné podchodem. V rámci stavby byl rekonstruován a zdvoukolejněn most přes Labe. Od roku 2024 je stanice dálkově ovládána z CDP Praha. Dopravní službu zde tedy ukončili výpravčí a signalisté.

## Popis
Ve stanici se nacházejí celkem dvě nástupiště spojená podchodem, která mají dohromady čtyři nástupní hrany. První z nich, u výpravní budovy, je umístěno u  staničních kolejí číslo 2 a 4. Druhé, ostrovní, leží mezi staničními kolejemi číslo 1 a 3.

## Galerie

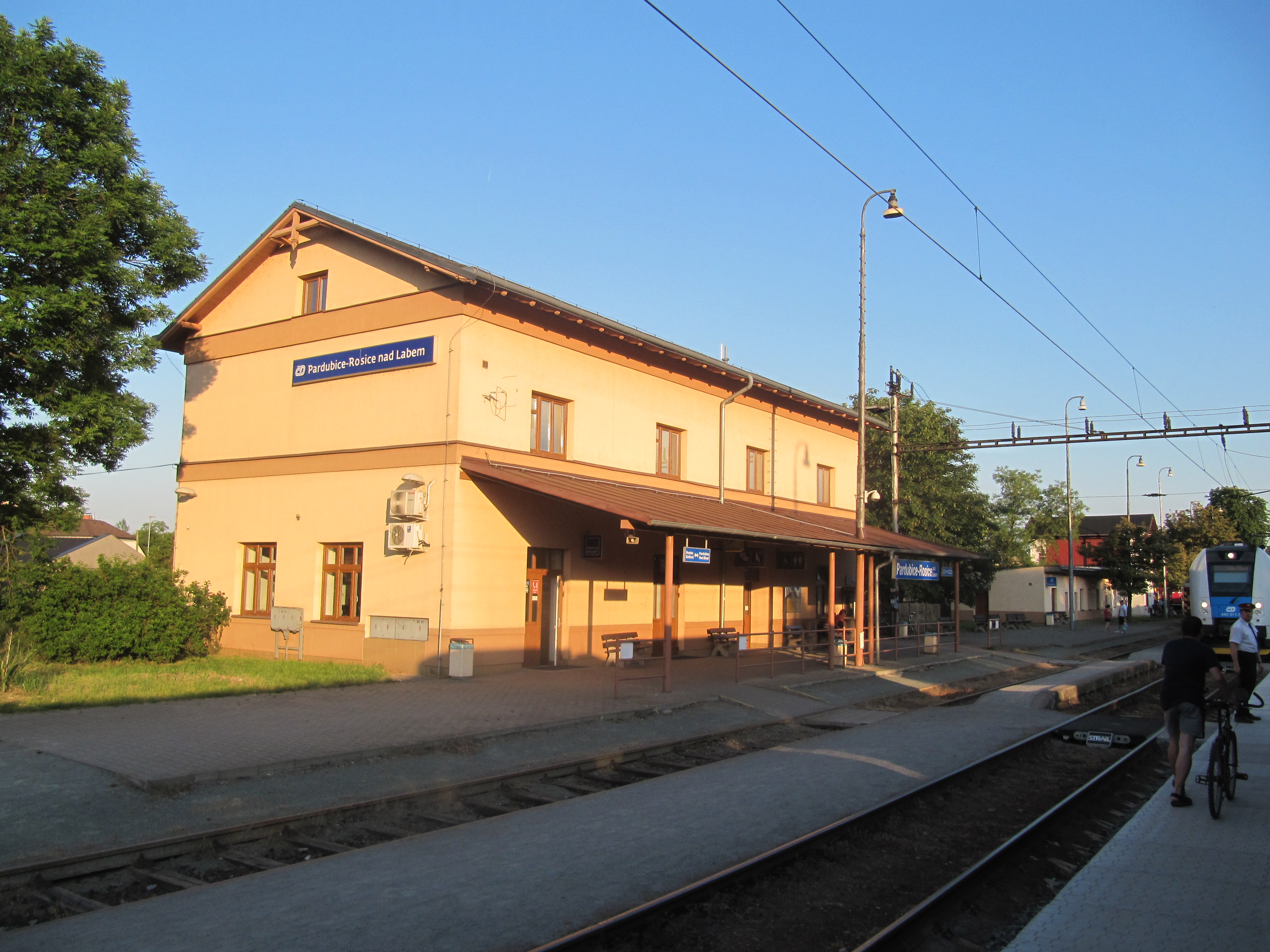
Nádražní budova před rekonstrukcí nástupišť
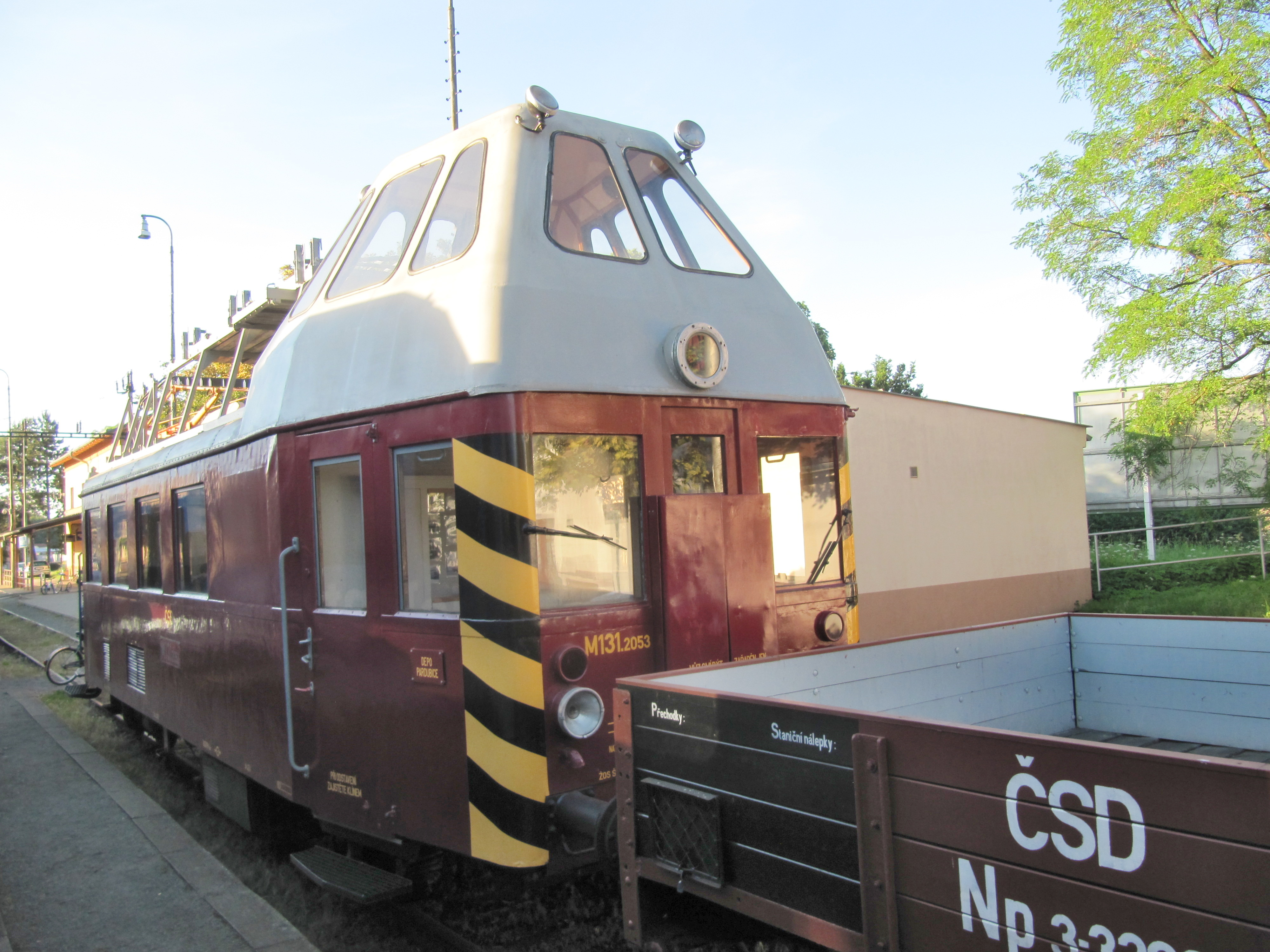
Železniční muzeum